# Ivan Barbo
Ivan Barbo (Trst, 1465. – Trst, 6. siječnja 1547.), pićanski biskup.
Sin je Ivana Bernadina i Katarine rođene Moyses, nećak akvilejskog patrijarha i kardinala Marka te pranećak pape Pavla II. Postavši svećenikom najprije je obavljao službu osobnog kapelana akvilejskog patrijarha, tj. svojeg strica Marka, a potom je bio kanonik tršćanskog kaptola i župnik Hrenovice na Tršćanskom krasu. Za pićanskog biskupa imenovao ga je 1525. godine, na temelju Habsburškog patronatskog prava nadvojvode Ferdinand I., a potvrdio ga je papa Klement VII. Godine 1529. odrekao se dijela kozljačkog posjeda u korist brata Kastelana. 